# Heinz Gittig
Heinz Gittig (* 14. Juli 1923 in Lüben/Schlesien; † 2. November 2002 in Berlin) war ein deutscher Bibliothekar und Bibliograph.

## Leben
Heinz Gittig absolvierte zunächst eine Verwaltungslehre. Nach Wehr- und Kriegsdienst sowie Kriegsgefangenschaft konnte er 1948 die Reifeprüfung erlangen und studierte dann von 1948 bis 1952 an der Universität Leipzig Geschichte (Diplom-Examen 1952). Anschließend trat er als Bibliotheksreferendar an der Öffentlichen Wissenschaftlichen Bibliothek Berlin (später: Deutsche Staatsbibliothek) in die Ausbildung für den höheren Bibliotheksdienst ein und schloss sie 1954 mit der Fachprüfung ab. Von 1954 bis 1988 war er dann in verschiedenen Funktionen an der Deutschen Staatsbibliothek in (Ost-)Berlin tätig. Seit 1958 war er dort Leiter der Benutzungsabteilung und seit 1977 Stellvertreter des Generaldirektors. 1970 erfolgte seine Promotion an der Humboldt-Universität bei Walter Bartel und Horst Kunze.
Gittig machte sich vor allem einen Namen durch die Erarbeitung zahlreicher Bibliographien, zum einen von Bibliographien bedeutender Persönlichkeiten der Arbeiterbewegung, der wenig beachteten Literaturgattung „Tarnschriften“ (1933–1945) sowie von Regional- und Wochenzeitungen und philatelistischen Sammlungen.

## Schriften (Auswahl)
- Ernst Thälmann. Kämpfer für Frieden und Freiheit; Auswahlverzeichnis von Schriften über Ernst Thälmann. 2. Aufl. Deutsche Staatsbibliothek Berlin 1956.
- (mit Richard Schötzau): Die große sozialistische Oktoberrevolution. Auswahlbibliographie. Deutsche Staatsbibliothek Berlin 1957.
- Karl Liebknecht – Rosa Luxemburg. Ein Auswahlverzeichnis der Schriften von und über Karl Liebknecht und Rosa Luxemburg. Deutsche Staatsbibliothek Berlin 1957.
- Clara Zetkin. Eine Auswahlbibliographie der Schriften von und über Clara Zetkin. Deutsche Staatsbibliothek Berlin 1957.
- Bibliographie zur Geschichte des antifaschistischen Widerstandes. Deutsche Staatsbibliothek Berlin 1959.
- (Mitautor): Aus der Arbeit der Deutschen Staatsbibliothek. Dokumente und Berichte (= Zentralblatt für Bibliothekswesen, Beiheft, Bd. 81). Harrassowitz, Leipzig 1961.
- Bibliographie zum Grundriß der Geschichte der deutschen Arbeiterbewegung. Eine Auswahl der seit 1945 im Gebiet der DDR erschienenen Veröffentlichungen. 2. Aufl. Deutsche Staatsbibliothek Berlin 1962.
- Die Publikationen des Malik-Verlages. In: Marginalien / Pirckheimer-Gesellschaft, Bd. 15 (1964), S. 32–52.
- (mit Wieland Herzfelde): Bibliographie des Malik-Verlages. In: Wieland Herzfelde (Hrsg.): Der Malik-Verlag 1916 -1947. Aufbau-Verlag, Berlin 1967, S. 73–136.
- Illegale antifaschistische Tarnschriften 1933 bis 1945 (= Zentralblatt für Bibliothekswesen, Beiheft, Bd. 87). Bibliographisches Institut, Leipzig 1972 (Dissertation Humboldt-Universität Berlin 1970), Neuausgabe u.d.T. Bibliographie der Tarnschriften 1933 bis 1945. Saur, München 1996, ISBN 3-598-11224-6.
- Berliner Zeitungen. Katalog der Zeitungsbestände bis 1932 in der Kooperationsgemeinschaft der 4 Berliner wissenschaftlichen Universalbibliotheken. Deutsche Staatsbibliothek Berlin 1986 (2. Aufl. 1987).
- (Red.): Vom Nutzen der Bibliotheken und ihrer Bestände. Friedhilde Krause zum 60. Geburtstag (= Beiträge aus der Deutschen Staatsbibliothek, Bd. 7). Berlin 1988, ISBN 3-7361-0034-5.
- (Bearb.): Freude an Büchern. Protokolle, Dokumente, Berichte des Berliner Bibliophilen Abends 1920–1943 ; [aus Anlaß seines fünfundachtzigjährigen Bestehens herausgegeben]. Berlin 1990, ISBN 3-9801998-1-9.
- (Hrsg. u. Bearb., mit Willi Höfig): Berliner Zeitungen und Wochenblätter in Berliner Bibliotheken. Katalog der Bestände vom 17. Jahrhundert bis zur Gegenwart. Deutsche Staatsbibliothek Berlin 1991, ISBN 3-7361-0076-0.
- (Hrsg. u. Bearb.): Brandenburgische Zeitungen und Wochenblätter. Katalog der Bestände vom 18. Jahrhundert bis zur Gegenwart in Archiven, Bibliotheken und Museen des Landes Brandenburg und in der Staatsbibliothek zu Berlin Preußischer Kulturbesitz. Staatsbibliothek zu Berlin 1993, ISBN 3-88053-048-3.
- (Hrsg. u. Bearb.): Mecklenburgische und pommernsche Zeitungen und Wochenblätter. Katalog der Bestände vom 17. Jahrhundert bis zur Gegenwart in Archiven, Bibliotheken und Museen des Landes Mecklenburg-Vorpommern, in der Bezirks- und Stadtbibliothek Szczecin und in der Staatsbibliothek zu Berlin Preußischer Kulturbesitz. Staatsbibliothek Preußischer Kulturbesitz, Berlin 1994, ISBN 3-88053-051-3.
- buchclub 65. Bibliographie der Veröffentlichungen der Buchgemeinschaft der DDR buchclub 65; 1965–1990. Libri Books on Demand, Berlin 2000, ISBN 3-8311-0417-4.
- Bibliotheken und ihre Kostbarkeiten auf Briefmarken. Katalog. Selbstverlag, Berlin 2001, ISBN 3-00-007878-9.